# Basiliek van het Nationaal Heiligdom van de Hemelvaart van de Heilige Maagd Maria (Baltimore)
De Basiliek van het Nationaal Heiligdom van de Hemelvaart van de Heilige Maagd Maria (Engels: Basilica of the National Shrine of the Assumption of the Blessed Virgin Mary), kortweg ook wel de Basiliek van Baltimore, was de eerste in de Verenigde Staten gebouwde rooms-katholieke kathedraal en het is een van 's lands eerste grote religieuze gebouwen gebouwd na de vaststelling van de Amerikaanse grondwet. Als co-kathedraal is de kerk een van de zetels van het rooms-katholieke aartsbisdom Baltimore in Baltimore, de grootste stad van de deelstaat Maryland. De architect van het bouwwerk was Benjamin Henry Latrobe, die als eerste professionele architect van Amerika wordt beschouwd als de grondlegger van de Amerikaanse architectuur.

## Geschiedenis

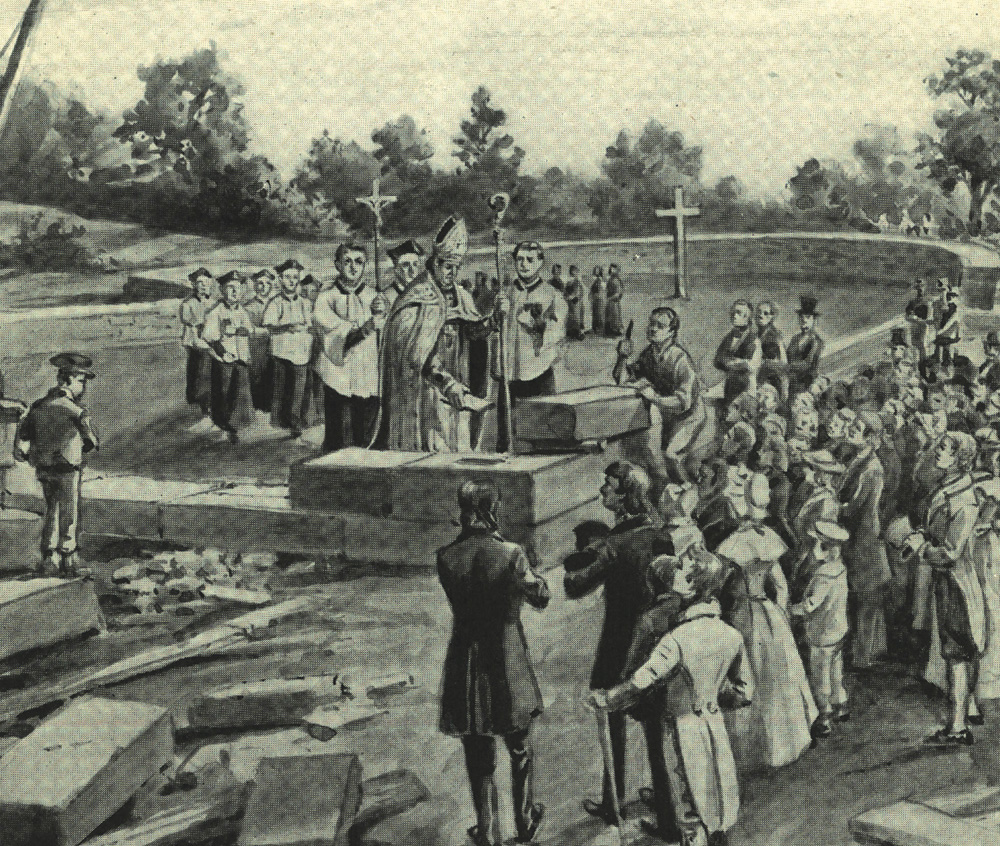
John Carroll, bisschop van Baltimore, legt de eerste steen voor de kathedraal

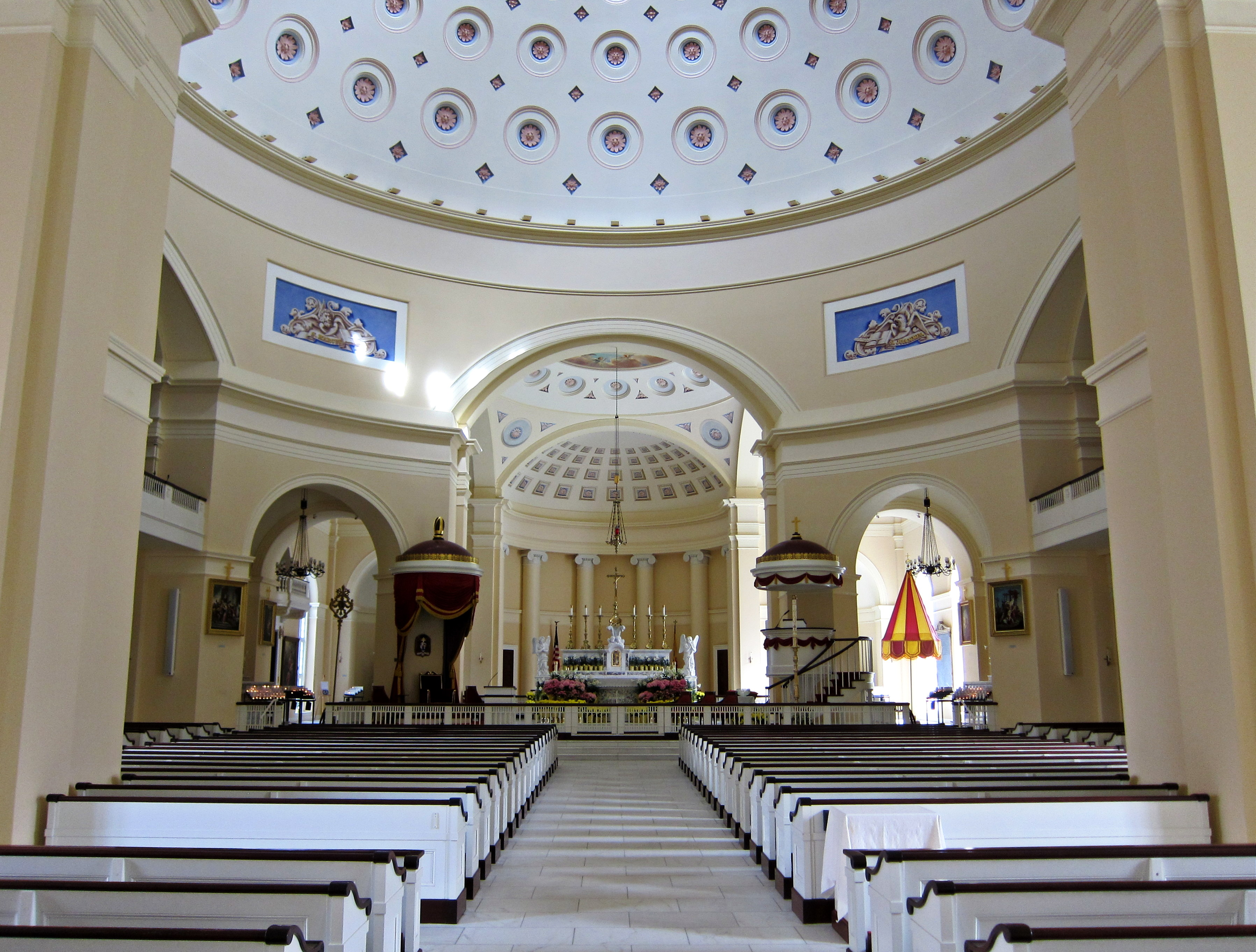
Interieur

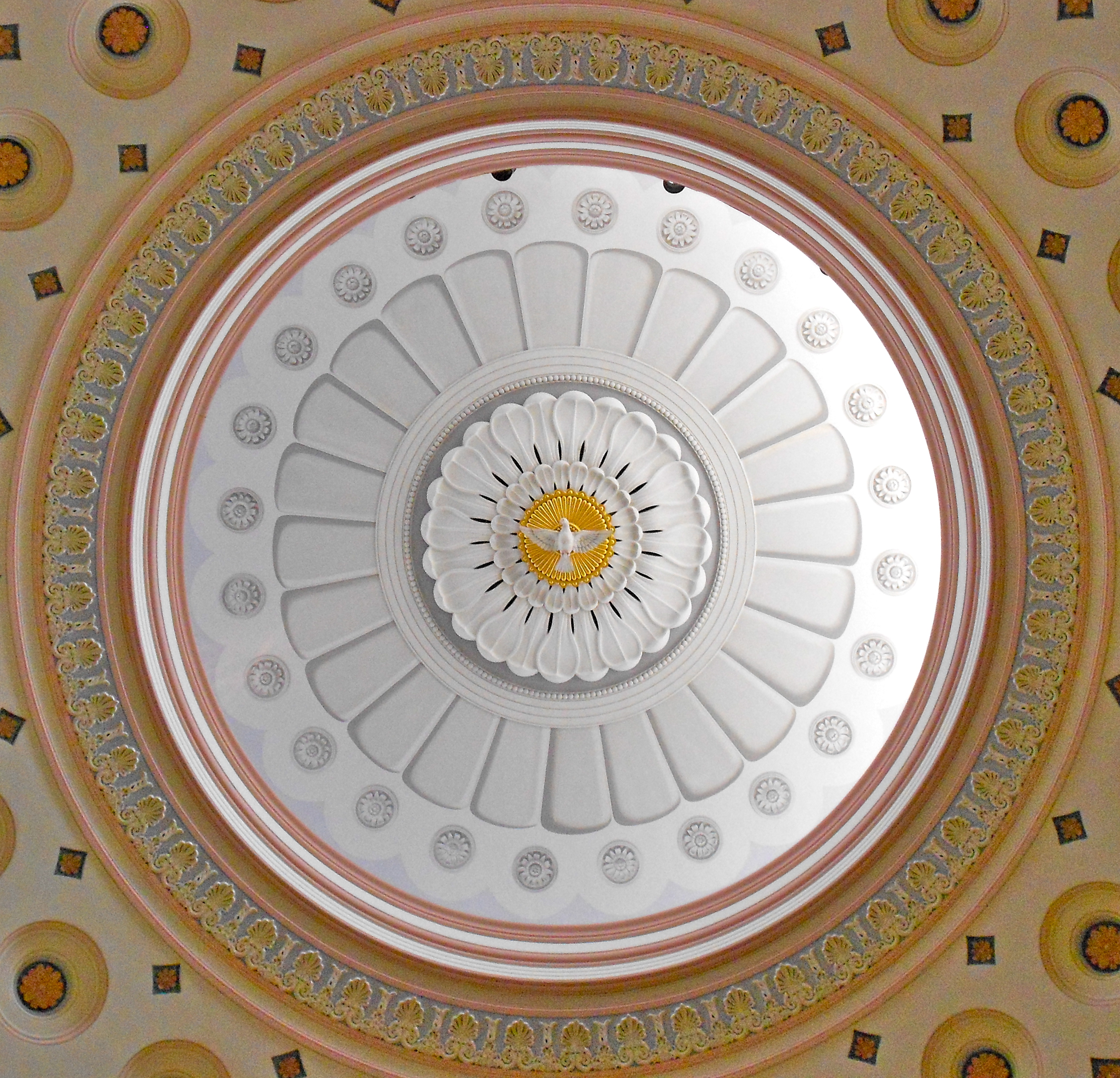
Oculus

De basiliek werd gebouwd tussen 1806 en 1821 naar een ontwerp van Benjamin Henry Latrobe. De architect was eerder reeds door Thomas Jefferson aangewezen om mee te bouwen aan het Capitool in de Amerikaanse hoofdstad Washington D.C. De bouw werd begeleid door de eerste bisschop van de Rooms-Katholieke Kerk, John Carroll. Het kerkgebouw werd op 31 mei 1821 ingewijd door de derde aartsbisschop van Baltimore, Ambrose Maréchal.
Binnen de muren van de basiliek vonden veel historische gebeurtenissen plaats, zoals de uitvaart van Charles Carroll of Carrollton, de enige katholieke en langstlevende ondertekenaar van de Amerikaanse Onafhankelijkheidsverklaring. In een tijd dat er in het jonge land door territoriale expansie en de grote immigratiegolven steeds meer bisdommen werden gesticht, werden de meeste Amerikaanse bisschoppen hier gewijd. Tot enkele jaren geleden werden er in deze basiliek meer priesters gewijd dan in enig andere kerk van de Verenigde Staten.
Het gebouw bood onderdak aan de 19e-eeuwse bijeenkomsten die de katholieke kerk in Amerika vormden. Ze leidden o.a. tot de oprichting van de Katholieke Universiteit van Amerika en inspanningen om te evangeliseren onder de Afro-Amerikanen en inheemse Amerikanen. De derde plenaire vergadering, sinds het Concilie van Trente de grootste bijeenkomst van katholieke bisschoppen buiten Rome, leidde tot de beroemde Catechismus van Baltimore.
In 1937 bevorderde paus Pius XI de kerk tot de status basilica minor. De kathedraal staat sinds 1969 geregistreerd in het National Register of Historic Places en twee jaar later werd de kerk uitgeroepen tot een National Historic Landmark. In 1993 wees de Amerikaanse bisschoppenconferentie de kathedraal aan tot Nationaal Heiligdom.
De basiliek heeft miljoenen bezoekers ontvangen. Onder hen waren paus Johannes Paulus II in 1995, Moeder Teresa in 1996 en patriarch Bartholomeus I van Constantinopel in 1997. Nog eens minstens 20 andere heiligen en potentiële heiligen hebben het kerkgebouw met een bezoek vereerd.

## Beschrijving
De kathedraal is een monumentaal gebouw, ontworpen als een basiliek in de vorm van een latijns kruis in neoclassicistische stijl. De voorgevel heeft een klassieke Griekse portico met ionische zuilen. Daarachter verheffen zich twee cilindrische torens. De buitenmuren werden opgetrokken van grijze gneis, gedolven nabij Ellicott City, Maryland.
De architect voorzag oorspronkelijk in een gemetselde koepel met daarop een lantaarn, maar op aanwijzing van zijn vriend Thomas Jefferson werd het een houten, vlakke koepel zonder lantaarn met 24 half zichtbare openingen.
Het interieur komt sinds de laatste restauratie weer grotendeels overeen met de oorspronkelijke bedoelingen van de architect. De muren en zuilen hebben witte en lichte okertinten. De gewelven van de kerk zijn versierd met lichtkleurige ornamenten, cassetten en barokachtige schilderijen.

## Crypte
Acht van de twaalf overleden aartsbisschoppen van Baltimore werd bijgezet in de crypte van de kerk. De crypte bevindt zich onder het hoofdaltaar en is toegankelijk voor het publiek.